# Dannebroge (linjeskib)
Dannebroge var et dansk linjeskib, der løb af stabelen i 1692, og som var tegnet af Holmens admiral Henrik Span. Det sprang i luften under kamp mod svenskerne i den Store Nordiske Krig under slaget i Køge bugt i 1710. Dannebroge var det første skib, der blev bygget på Nyholm og det var opkaldt efter Dannebrogsordenen.

## Baggrund
I 1600-tallet var konstruktionen af store krigsskibe en kompliceret affære, der krævede en specialviden, som kun få personer var i besiddelse af. I Danmark hentede man i mange år konstruktører fra England og Holland - to af de største skibsbygningsnationer. Konstruktørerne vogtede over deres viden og afleverede ikke tegninger af de skibe, de byggede. I februar 1686 ansatte Marinen således englænderen Francis Sheldon, og betegnende nok til en gage, der var næsten lige så høj som den, man betalte til en admiral. Ved Sheldons ansættelse forsøgte flådens ledelse for første gang at forpligte konstruktøren til at aflevere tegninger, men ud over nogle modeller, har man ikke bevaret noget fra hans hånd. Sheldon fratrådte i 1690 og blev afløst af den danske admiral Henrik Span, der fik ansvaret for skibsbygningen. Span havde som sin nærmeste medarbejder ekvipagemester G. E. Güntelberg, og i juli 1690 ansatte han den matematikkyndige Ole Judichær som underekvipagemester. I februar 1691 fik Span ordre på at udarbejde tegninger til to orlogsskibe på henholdsvis 80 og 50 kanoner, og Span svarede måneden efter med skitser og model af et skib på 90 kanoner. I oktober 1691 havde han planer klar til skibe på henholdsvis 90, 72 og 54 kanoner. I november 1691 fik han godkendt, at byggeriet af et linjeskib på 90 kanoner kunne sættes i gang på Nyholm - det første krigsskib på den inddæmmede ø. Den 6. oktober 1692 skrev kong Christian 5. i sit dagsregister, at Dannebroge var blevet søsat på Nyholm. Skibet blev opkaldt efter den næstfineste orden i landet - man havde allerede ét opkaldt efter elefantordenen - og udsmykningen på agterspejlet viste blandt andet den kæde til ordenen, der officielt blev tilføjet i 1693. Galionsfiguren i stævnen var en løve, hvilket også var typisk for både engelske, hollandske og svenske skibe fra samme tid. I nogle kilder angiver man Judichær som konstruktør, men dette tilbagevises af Bjerg, der henviser til, at Judichær hverken havde erfaring eller kompetence til at konstruere skibet. Judichær har dog uden tvivl leveret en solid indsats i byggeprocessen, for 10. december 1692 blev han udnævnt til fabriks- og ekvipagemester på Holmen.

## Tjeneste
Dannebroge var flådens nye stolthed, så det kan ikke undre, at kong Christian den 5. fulgte med i dets udrustning. Den 8. juli 1693 var han til søs med Dannebroge og han noterede tilfreds i sit dagsregister, at skibet med normal sejlføring var ved at sejle fra fregatten "Reigeren", der oven i købet førte topsejl. I takt med, at Marinen byggede nye skibe, blev Dannebroges betydning reduceret, og under operationerne i den Store Nordiske krig i 1710 var det blot et almindeligt linjeskib blandt mange.
I efteråret 1710 indgik Dannebroge i den danske hovedflåde, der skulle sejle til Danzig og derfra eskortere fragtskibe med russiske tropper ombord til Øresund, så de kunne landsættes til invasion i Sydsverige. På grund af kraftige septemberstorme nåede flåden ikke længere end til Bornholm. Der var skader på mange af skibene og sygdom ombord, så 30. september beordrede chefen, kongens søn Ulrik Christian Gyldenløve, sine skibe til at gå til Køge Bugt. Flåden var i bugten 1. oktober og gik i gang med at reparere skader og proviantere. I den svenske flåde i Karlskrona hørte man om den danske flådes problemer, og svenskerne stod til søs under ledelse af admiral Wachtmeister. Gyldenløve er blevet rost for sin indsats omkring uddannelsen af flådens officerer, men ingen har rost ham for det faktum, at han undlod at placere skibe ud for bugten for at varsle om fjendtlige fartøjer. De danske skibe var totalt uforberedte på mødet med svenskerne, og selv om Gyldenløve havde 26 linjeskibe mod Wachtmeisters 20, var de ikke meget bevendt, så længe de lå for anker i bugten, mens de svenske skibe var på vej mod dem i perfekt kamporden. Klokken var omkring 10 om formiddagen den 4. oktober, da de danske skibe observerede sejlere mod sydøst. Først troede man, at det var transportskibe fra Danzig, men snart stod situationens alvor klar, da man kunne konstatere, at det var den svenske flåde. Normalt tog det flere timer at få stuvet alt løst gods under dæk og gøre skibene kampklare, men Gyldenløve gav resolut ordre til, at ankertovene skulle kappes, og alt løst gods, inklusive husdyr, blev smidt over bord, så skibene kunne komme i kamporden.
Dannebroge var under kommando af kommandør Iver Huitfeldt og hørte til flådens forreste sektion, avantgarden. Man har fundet flere af de efterladte ankre, og ved derfor, at flåden lå i den sydlige del af Køge bugt, med avantgarden og dermed Dannebroge som de nordligste skibe. Avantgardens forreste skibe satte sejl mellem 12.30 og 13 og gik mod nordøst, med kurs mod sydspidsen af Amager. Den svenske flåde havde kurs direkte mod den danske og Wachtmeister havde en glimrende mulighed for at drage fordel af overrumplingen. Men han tøvede, og drejede af mod nordøst, med en kurs parallelt med de forreste danske skibe. Som Briand de Crèvecoeur skriver: "En enestående chance blev herved forspildt af den svenske general-admiral, og den kom ikke igen." Omkring klokken 14 vendte de forreste danske skibe - for ikke at gå på grund ved Amager - og satte den modsatte kurs, altså sydvest. Klokken blev derfor omkring 14.30 før de svenske skibe var så tæt på de danske, at Wachtmeister gav ordre til at indlede skydningen. På Dannebroge begyndte man at skyde tilbage, men da skibet havde den hårde vind direkte ind mod kanonerne, slog ilden fra forladningerne tilbage i skibet og antændte det. Ilden viste sig umulig at slukke, og i takt med at sejl og master brød i brand, mistede Huitfeldt muligheden for at manøvrere det, og skibet begyndte at drive mod vest, hvor den danske hovedflåde befandt sig. Et brændende skib midt i den danske flåde ville indebære en farlig situation, så Huitfeldt gav ordre til, at Dannebroge skulle ankre op, og han fortsatte beskydningen af svenskerne. I takt med, at de nåede op under Amager, begyndte de svenske skibe også at vende og gå mod sydvest. For to svenske linjeskibe mislykkedes vendingen, og de gik på grund ved Dragør rev. De fleste af skibene i den danske flåde var stadig på vej mod nordvest, i forsøget på at komme tæt på svenskerne, og de passerede efterhånden det brændende Dannebroge. I linjeskibet Neldebladets journal kan man læse: "8. glas ude sprang Dannebroge i luften og gav to forfærdelige slag fra sig." Hen mod klokken 17 ankrede svenskerne op - det var blæst yderligere op, og der kom vand ind ad de underste kanonporte, så de ikke kunne bruges - og kort efter ankrede danskerne også op, hvorefter kampen var forbi.
Omkring klokken 16 den 4. oktober 1710 var det altså slut for Dannebroge og det meste af dens besætning. Man ser nogle gange angivet 597 døde søfolk, svarende til en besætning på 600 mand minus tre overlevende, men så simpelt er det ikke. Der havde været megen sygdom ombord, så der var måske mellem 500 og 550 mand på skibet. Når man taler om tre reddede, skyldes det nok, at tre overlevende matroser fra Dannebroge fik tildelt to måneders ekstra hyre i 1714 for deres tapperhed. Imidlertid taler andre kilder om flere reddede. Matrosen Nils Trosner, der senere gjorde tjeneste under Tordenskjold, kunne fra sin udsigtspost på Beskiermeren berette:
| Citat | Og der blev ikke bjerget flere folk fra hende end som 9 matroser. Der var to mand i deris fiskejoller. de bringed 7 mand til sig, som de fandt på mesanmasten og paa bogspredit og på andre stykker udaf vragit. | Citat |
|       | |       |

## Eftermæle
I 1888 opførte man et monument over kaptajnen og de døde sømænd på Langelinie. Monumentet blev udformet af Vilhelm Dahlerup og der indgår i monumentet kanoner fisket op fra vraget i 1873. Dannebroge havde 82 kanoner ombord, hvoraf de 78 var bronzekanoner. I 1985 blev vraget genfundet af Farvandsdirektoratet og sportsdykkere, der i samarbejde med Orlogsmuseet indledte en opmåling af vraget. Siden 1986 har Dannebroge været under et dykkerforbud.

## Billedgalleri
- Agterspejlet på Dannebroge.
- Siden på agterskibet.
- Sidetegning med kongens godkendelse.
- Stævn med galionsfigur.